# Новотихвинское
Новотихвинское — деревня в Андреапольском районе Тверской области. Входит в состав Андреапольского сельского поселения.

## География
Деревня расположена в западной части района. Через Новостихвинское протекает река Лососна. Находится в 1,5 к югу от остановочного пункта 201 км железной дороги Бологое — Великие Луки. Расстояние до города Андреаполь составляет 22 км.

## История
На топографической трёхвёрстной карте Фёдора Шуберта, изданной в 1871 году, обозначено сельцо Сергеевское. В окрестностях современной деревни также располагалось село Демидово.
На карте РККА 1923—1941 годов обозначена деревня Ново-Тихвинское. Имела 7 дворов.
До 2005 года деревня входила в состав Гладкологского сельского округа, с 2005 — в составе Андреапольского сельского поселения.

## Население
| 2002 | 2010 |
| ---- | ---- |
| 6    | ↘1   |

Национальный состав
Согласно результатам переписи 2002 года, в национальной структуре населения русские составляли 100 % от жителей.